# Даф
Даф (азерб. dəf, тал. Dap/Дап, перс. دف‎, арм. դափ, араб. دف‎, также дафф или тар (тамбурин), дуфф, дэфф), то же, что азербайджанский гавал (азерб. Qaval), таджикская дойра (тадж. дойра) — ударный музыкальный инструмент, разновидность бубна, используемого в популярной и классической музыке в Азербайджане, Армении, Ираке, Иране, Таджикистане, Македонии, Сирии, Турции, Узбекистане и странах Ближнего Востока.

## Конструкция
Даф представляет собой деревянный обод с натянутой на него кожей осетра. В современных условиях мембрана гавала также делается из пластика, чтобы предотвратить увлажнение. К ободу гавала иногда прикрепляются 60 — 70 медных или металлических колец, которые при исполнении создают звенящий звук.

## Распространение

### В Азербайджане
Названия — дяф, дэф, гавал. Диаметр 30—45 см, ширина обечайки 5—8 см. Для мембраны может использоваться кожа осётра, дублёная особым способом.
На дафе аккомпанируют пению ханенде (азербайджанских народных певцов, исполнителей мугамов) в ансамбле музыкантов, с дополнением тара и кеманчи. Нередко певец сам исполняет для себя аккомпанемент на дафе. Более самостоятельную роль даф выполняет в жанре тесниф, исполняемого в промежуточных эпизодах между частями мугама. Часто даф дополняет дуэт баламанов.

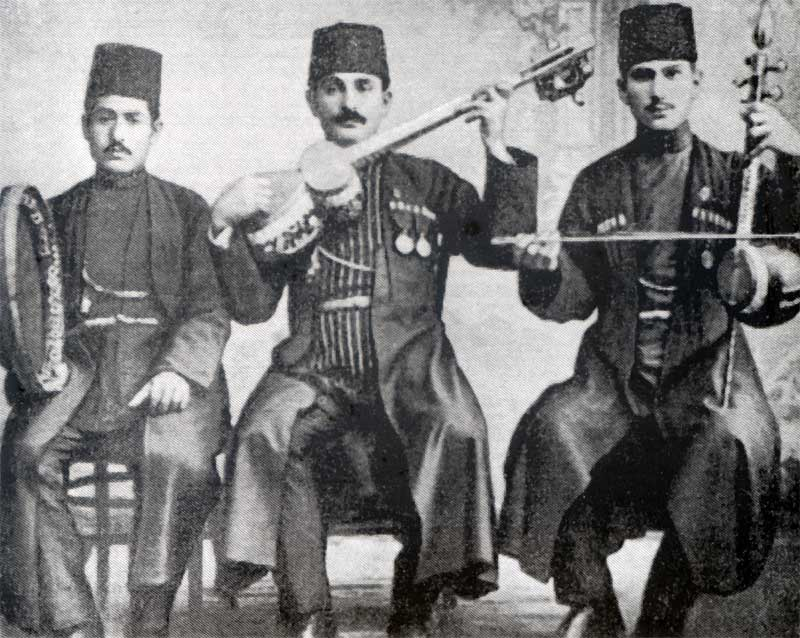
Трио исполнителей мугама. Баку, 1912
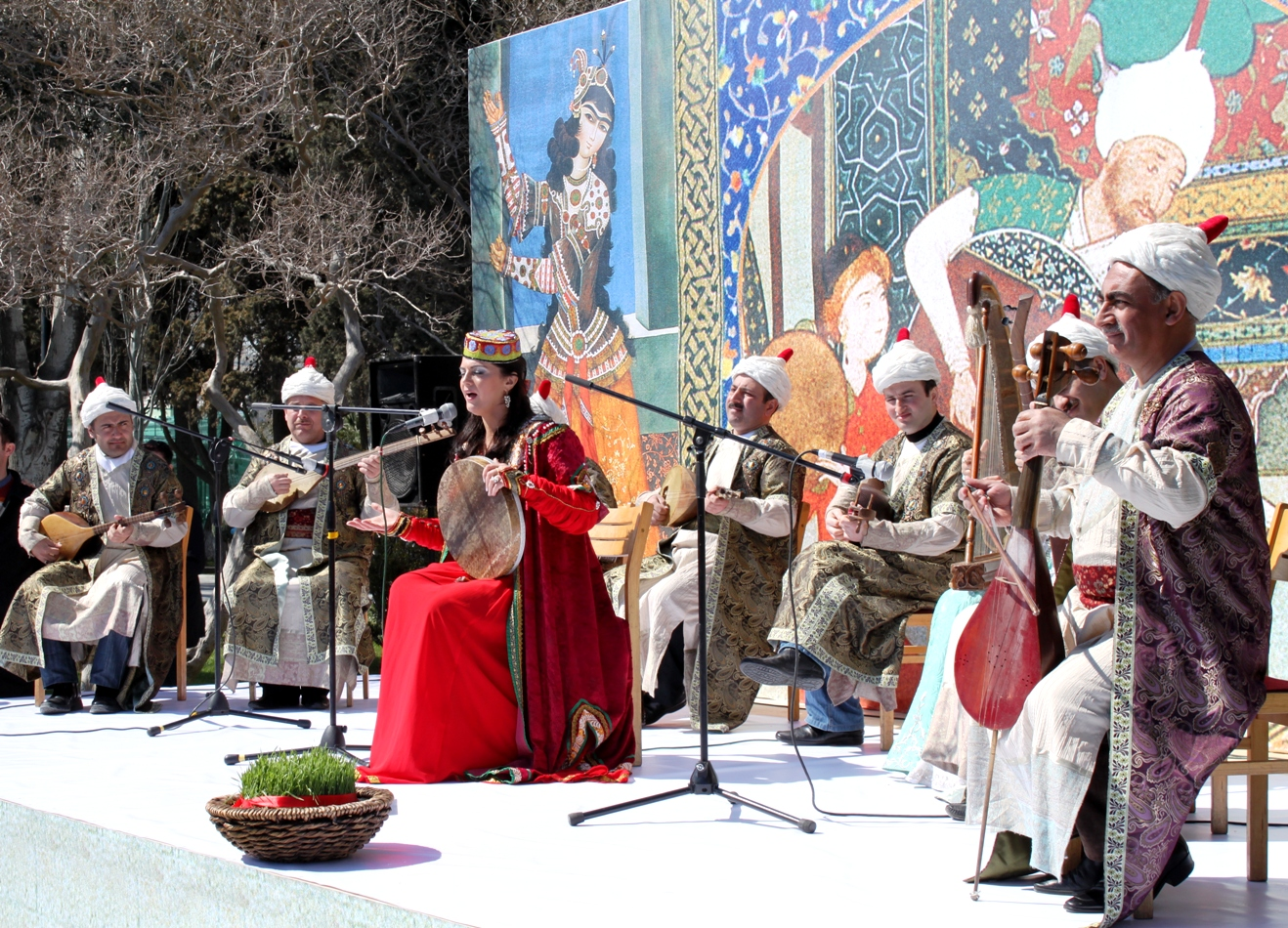
Исполнительница мугама с дефом. Баку, 2010
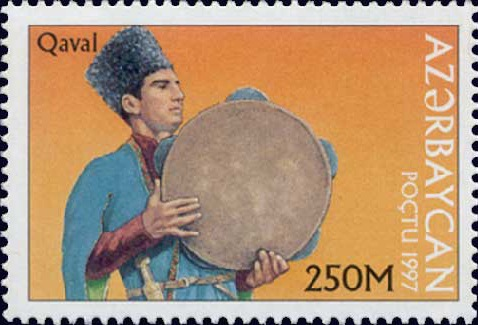
Гавал

### В Армении
В Армении даф — обязательный участник народных ансамблей. Нередко на нём аккомпанируют танцам и пению.

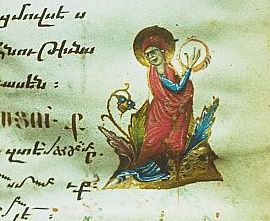
Исполнитель музыки на дафе. Армянская миниатюра 1286 года